# Re di Ergyng
Lista dei sovrani del'Ergyng (Archenfield), regno altomedievale del
Galles, che si trovava a sud del Powys e a est del Gwent, nell'area a sud dell'odierno Herefordshire, a nord di Monmouth e a ovest del fiume Wye. 
- Peibio Clafrog (morto c. 585)
- Cynfyn (morto c. 615)
- Gwrfoddw Hen (morto c. 619)
- Gwrgan Fawr (morto c. 645)
- Athrwys (c. 618 - c. 655)